# Rhaptonema densiflora
Rhaptonema densiflora là một loài thực vật có hoa trong họ Biển bức cát. Loài này được (Baker) Diels miêu tả khoa học đầu tiên năm 1910.